# Lessons in Violence
Lessons in Violence címmel jelent meg az amerikai Exodus együttes első válogatáslemeze 1992-ben. Az album ugyan az Impact Is Imminent nagylemez kiadása után egy évvel jelent meg, az említett korongról azonban egy számot sem tartalmaz. A dalokat az 1985 és 1989 közötti időszakból válogatták össze, melyek között a Dirty Deeds Done Dirt Cheap képében egy AC/DC feldolgozás is felkerült. A dalt 1989. január 14-én rögzítették a San Francisco városában található The Filmore-ban. Az And Then There Were None képében egy másik koncertfelvétel is szerepelt a lemezen, melyet 1989. március 8-án rögzítettek a Londonban található Astoria-ban, az éppen aktuális Headbanger's Ball Tour koncertsorozat részeként.

## Számlista
1. Bonded by Blood - 3:48
2. Exodus - 4:09
3. Chemi-Kill - 5:46
4. The Toxic Waltz - 4:51
5. A Lesson in Violence - 3:49
6. Piranha - 3:50
7. Brain Dead - 4:18
8. Fabulous Disaster - 4:54
9. Dirty Deeds Done Dirt Cheap (koncertfelvétel) - 4:43 (AC/DC feldolgozás)
10. And Then There Were None (koncertfelvétel) - 4:44

## Tagok
- Paul Baloff - ének - 1, 2, 5, 6 számokban
- Steve Souza - ének - 3, 4, 7, 8, 9, 10 számokban
- Gary Holt - gitár
- Rick Hunolt - gitár
- Rob McKillop - basszusgitár
- Tom Hunting - dob az 1-8 és a 10 számokban
- John Tempesta - dob a 9 számban